# Erhvervsakademi Sjælland
Zealand - Sjællands Erhvervsakademi (videregående uddannelsesinstitution) er et erhvervsakademi i Region Sjælland med afdelinger i Køge, Slagelse, Næstved, Roskilde, Holbæk og Nykøbing Falster. Zealand udbyder videregående uddannelser på fuld tid på erhvervsakademi- og professionsbachelorniveau, samt deltidsuddannelser på akademi- og diplomniveau. Zealand udbyder over 30 fuldtidsuddannelser samt en række efteruddannelser. Zealand har (2022) ca. 3700 studerende og 200 ansatte og samarbejder med over 1000 virksomheder i Region Sjælland og andre regioner, blandt andet om praktikpladser, som er obligatorisk for alle Zealands fuldtidsstuderende. Akademiets rektorat er placeret i Køge.
Akademiet vandt kåringen ”Årets entreprenante uddannelsesinstitution 2015” og igen i 2022 ved DM i Entreprenørskab afholdt af Fonden for Entreprenørskab.

## Videregående fuldtidsuddannelser

### Bygninger og installation
Bygningskonstruktør (PBA)
Bygninger og Installation
Byggetekniker
El-installatør
VVS-Installatør

### Handel, Marked og Finans
Handelsøkonom
Finansøkonom
Markedsføringsøkonom
International handel og markedsføring (PBA top up)

### IT, Web og Multimedier
Datamatiker/Computer Science
Digital Konceptudvikling (PBA top up)
Multimediedesigner
Webudvikling (PBA top up)

### Jordbrug og Have/Park
Have- og parkingeniør (PBA)
Jordbrugsteknolog
Jordbrugsvirksomhed (PBS top up)

### Mad og Medicin
Ernæringsteknolog
Fødevareteknolog
Laborant
Procesteknolog

### Management, Logistik og Service
Administrationsøkonom
Logistikøkonom
Serviceøkonom

### Teknik og automation
Autoteknolog
Produktionsteknolog

### Innovation
Innovation og entrepreneurship (PBA top up)

## Efteruddannelser

### Akademiuddannelser
Ernæring
Finansiel rådgivning
Hygiejne og rengøringsteknik
Informationsteknologi
Innovation, produkt og produktion
International handel og markedsføring
International transport og logistik
Kommunikation og formidling
Ledelse
Proces-, laboratorie- og fødevareteknologi
Retail
Sundhedspraksis
Økonomi og ressourcestyring

### Diplomuddannelser
Diplom i Ledelse

## Officielle sider
- Officiel hjemmeside Arkiveret 13. november 2015 hos  Wayback Machine
- Officiel Facebook side